# Kip Pardue
Kevin Ian "Kip" Pardue, född 23 september 1975 i Atlanta i Georgia, är en amerikansk skådespelare och fotomodell. Han har bland annat haft en del roller i filmer som Remember the Titans, But I'm a Cheerleader, Driven, The Rules of Attraction - Lustans lagar, och Tretton.

## Filmografi (i urval)

### Filmer
- 1999 – But I'm a Cheerleader
- 2000 – Whatever It Takes
- 2000 – Remember the Titans
- 2001 – Driven
- 2002 – The Rules of Attraction - Lustans lagar
- 2003 – Tretton
- 2004 – The Heart Is Deceitful Above All Things
- 2004 – Imaginary Heroes
- 2011 – Hostel: Part III
- 2012 – Slightly Single in L.A.
- 2013 – Phantom
- 2013 – Missionary

### TV-serier
- 1999 – Sjunde himlen (TV-serie)
- 2006 – House (TV-serie)
- 2006 – Cityakuten (TV-serie)
- 2013 – Mad Men (TV-serie)
- 2014 – Ray Donovan (TV-serie)
- 2015 – Agent X (TV-serie)
- 2017 – Imposters (TV-serie)
- 2017 – Law & Order: Special Victims Unit (TV-serie)
- 2017 – NCIS: Los Angeles (TV-serie)
- 2017–2018 – Runaways (TV-serie)
- 2018 – Hawaii Five-0 (TV-serie)
- 2018 – Once Upon a Time (TV-serie)

### Spel
- 2017 – Resident Evil 7: Biohazard (röst)